# كلارنس دبليو. بارون
كلارنس دبليو. بارون (بالإنجليزية: Clarence W. Barron)‏ هو صحفي أمريكي، ولد في 2 يوليو 1855 في بوسطن في الولايات المتحدة، وتوفي في 2 أكتوبر 1928.

## وصلات خارجية
- كلارنس دبليو. بارون على موقع الموسوعة البريطانية (الإنجليزية)
- كلارنس دبليو. بارون على موقع إن إن دي بي (الإنجليزية)